# Пальмквист, Ханна
Ханна Пальмквист (швед. Hanna Palmqvist; род. 20 января 1996 года) — шведская легкоатлетка, специализирующаяся в беге на 400 метров с барьерами. Трёхкратная чемпионка Швеции (2016, 2017, 2019).

## Биография
Ханна Пальмквист родилась 20 января 1996 года в Швеции.
Начала участвовать в легкоатлетических соревнованиях в 2011 году. Представляет клуб «Mölndals AIK». В 2015 и 2016 годах принимала участие в «Finnkampen». В 2016, 2017 и 2019 годах становилась чемпионкой Швеции в беге на 400 метров с барьерами.
В 2017 году дебютировала на международной арене, выступив на чемпионате Европы среди молодёжи в Быдгоще.

## Основные результаты
| Год  | Соревнования                    | Место проведения | Дисциплина | Место   | Результат |
| ---- | ------------------------------- | ---------------- | ---------- | ------- | --------- |
| 2017 | Чемпионат Европы среди молодёжи | Быдгощ, Польша   | 400 мсб    | 15 (sf) | 58,75     |
| 2019 | Летняя Универсиада              | Неаполь, Италия  | 200 м      | 5 (h1)  | 24,88     |